# Тригонометрия
Тригономе́трия (от др.-греч. τρίγωνον «треугольник» и μετρέω «измеряю», то есть измерение треугольников) — раздел математики, в котором изучаются тригонометрические функции и их использование в геометрии. Данный термин впервые появился в 1595 г. как название книги немецкого математика Бартоломеуса Питискуса, а сама наука ещё в глубокой древности использовалась для расчётов в астрономии, архитектуре и геодезии для вычисления одних элементов треугольника по данным о других его элементах, заранее известных или более удобных для измерения.
Тригонометрические вычисления применяются практически во всех областях геометрии, физики и инженерного дела. Например, большое значение имеет техника триангуляции, позволяющая измерять расстояния до недалёких звёзд в астрономии, между ориентирами в географии, контролировать системы навигации спутников.

## История

### Древняя Греция
Древнегреческие математики в своих построениях, связанных с измерением дуг круга, использовали технику хорд. Перпендикуляр к хорде, опущенный из центра окружности, делит пополам дугу и опирающуюся на неё хорду. Половина поделенной пополам хорды — это синус половинного угла (для единичной окружности), и поэтому функция синус известна также как «половина хорды». Благодаря этой зависимости, значительное число тригонометрических тождеств и теорем, известных сегодня, были также известны древнегреческим математикам, но в эквивалентной хордовой форме.
Хотя в работах Евклида и Архимеда нет тригонометрии в строгом смысле этого слова, их теоремы представлены в геометрическом виде, эквивалентном специфическим тригонометрическим формулам. Теорема Архимеда для деления хорд эквивалентна формулам для синусов суммы и разности углов. Для компенсации отсутствия таблицы хорд математики времен Аристарха иногда использовали хорошо известную теорему, в современной записи — sinα/sinβ < α/β < tgα/tgβ, где 0° < β < α < 90°, совместно с другими теоремами.
Первые тригонометрические таблицы были, вероятно, составлены Гиппархом Никейским (180—125 лет до н. э.). Гиппарх был первым, кто свёл в таблицы соответствующие величины дуг и хорд для серии углов. Систематическое использование полной окружности в 360° установилось в основном благодаря Гиппарху и его таблице хорд. Возможно Гиппарх взял идею такого деления у Гипсикла, который ранее разделил день на 360 частей, хотя такое деление дня могли предложить и вавилонские астрономы.
Менелай Александрийский (100 н. э.) написал «Сферику» в трёх книгах. В первой книге он представил основы для сферических треугольников, аналогично I книге «Начал» Евклида о плоских треугольниках. Он представил теорему, для которой нет аналога у Евклида, о том, что два сферических треугольника конгруэнтны, если соответствующие углы равны, но он не делал различия между конгруэнтными и симметричными сферическими треугольниками. Другая его теорема гласит о том, что сумма углов сферического треугольника всегда больше 180°. Вторая книга «Сферики» применяет сферическую геометрию к астрономии. Третья книга содержит «теорему Менелая», известную также как «правило шести величин».
Позднее Клавдий Птолемей (90 — 168 г. н. э.) в «Альмагесте» расширил Гиппарховы «Хорды в окружности». Тринадцать книг «Альмагеста» — самая значимая тригонометрическая работа всей античности. Теорема, которая была центральной в вычислении хорд Птолемея, также известна сегодня как теорема Птолемея, которая говорит о том, что сумма произведений противоположных сторон выпуклого вписанного четырёхугольника равна произведению диагоналей. Отдельный случай теоремы Птолемея появился как 93-е предложение «Данных» Евклида.
Теорема Птолемея влечёт за собой эквивалентность четырёх формул суммы и разности для синуса и косинуса. Позднее Птолемей вывел формулу половинного угла. Птолемей использовал эти результаты для создания своих тригонометрических таблиц, хотя, возможно, эти таблицы были выведены из работ Гиппарха.

### Средневековая Индия
Замена хорд синусами стала главным достижением средневековой Индии. Такая замена позволила вводить различные функции, связанные со сторонами и углами прямоугольного треугольника. Таким образом, в Индии было положено начало тригонометрии как учению о тригонометрических величинах.
Индийские учёные пользовались различными тригонометрическими соотношениями, в том числе и теми, которые в современной форме выражаются как
{\displaystyle \sin ^{2}\alpha +\cos ^{2}\alpha =1,}
{\displaystyle \sin \alpha =\cos(90^{\circ }-\alpha ),}
{\displaystyle \sin(\alpha \pm \beta )=\sin \alpha \cos \beta \pm \cos \alpha \sin \beta .}
Индийцы также знали формулы для кратных углов {\displaystyle \sin n\alpha ,\qquad \cos n\alpha ,} где {\displaystyle n=2,3,4,5.}
Тригонометрия необходима для астрономических расчётов, которые оформляются в виде таблиц. Первая таблица синусов имеется в «Сурья-сиддханте» и у Ариабхаты. Позднее учёные составили более подробные таблицы: например, Бхаскара приводит таблицу синусов через 1°.
Южноиндийские математики в XVI веке добились больших успехов в области суммирования бесконечных числовых рядов. По-видимому, они занимались этими исследованиями, когда искали способы вычисления более точных значений числа π. Нилаканта словесно приводит правила разложения арктангенса в бесконечный степенной ряд. А в анонимном трактате «Каранападдхати» («Техника вычислений») даны правила разложения синуса и косинуса в бесконечные степенные ряды. Нужно сказать, что в Европе к подобным результатам подошли лишь в 17-18 вв. Так, ряды для синуса и косинуса вывел Исаак Ньютон около 1666 г., а ряд арктангенса был найден Дж. Грегори в 1671 г. и Г. В. Лейбницем в 1673 г.
С VIII века учёные стран Ближнего и Среднего Востока развили тригонометрию своих предшественников. В середине IX века среднеазиатский учёный аль-Хорезми написал сочинение «Об индийском счёте». После того как трактаты мусульманских ученых были переведены на латынь, многие идеи греческих, индийских и мусульманских математиков стали достоянием европейской, а затем и мировой науки.

## Определение тригонометрических функций
Первоначально тригонометрические функции были связаны с соотношениями сторон в прямоугольном треугольнике. Их единственным аргументом является угол (один из острых углов этого треугольника).
- Синус — отношение противолежащего катета к гипотенузе.
- Косинус — отношение прилежащего катета к гипотенузе.
- Тангенс — отношение противолежащего катета к прилежащему.
- Котангенс — отношение прилежащего катета к противолежащему.
- Секанс — отношение гипотенузы к прилежащему катету.
- Косеканс — отношение гипотенузы к противолежащему катету.

Данные определения позволяют вычислить значения функций для острых углов, то есть от 0° до 90° (от 0 до {\displaystyle \pi  \over 2} радиан). В XVIII веке Леонард Эйлер дал современные, более общие определения, расширив область определения этих функций на всю числовую ось. Рассмотрим в прямоугольной системе координат окружность единичного радиуса (см. рисунок) и отложим от горизонтальной оси угол {\displaystyle \theta } (если величина угла положительна, то откладываем против часовой стрелки, иначе по часовой стрелке). Точку пересечения построенной стороны угла с окружностью обозначим A. Тогда:
- Синус угла {\displaystyle \theta } определяется как ордината точки A.
- Косинус — абсцисса точки A.
- Тангенс — отношение ординаты точки единичной окружности к её абсциссе, причём эта точка не принадлежит оси ординат.
- Котангенс — отношение абсциссы точки единичной окружности к её ординате, причём эта точка не принадлежит оси абсцисс.
- Секанс — величина, обратная косинусу.
- Косеканс — величина, обратная синусу.

Для острых углов новые определения совпадают с прежними.
Возможно также чисто аналитическое определение этих функций, которое не связано с геометрией и представляет каждую функцию её разложением в бесконечный ряд.

### Свойства функции синус
1. Область определения функции — множество всех действительных чисел: {\displaystyle D(y)=R}.
2. Множество значений — промежуток [−1; 1]: {\displaystyle E(y)} = [−1;1].
3. Функция {\displaystyle y=\sin \left(\alpha \right)} является нечётной: {\displaystyle \sin \left(-\alpha \right)=-\sin \alpha }.
4. Функция периодическая, наименьший положительный период равен {\displaystyle 2\pi }: {\displaystyle \sin \left(\alpha +2\pi \right)=\sin \left(\alpha \right)}.
5. График функции пересекает ось Ох при {\displaystyle \alpha =\pi n\,,n\in \mathbb {Z} }.
6. Промежутки знакопостоянства: {\displaystyle y>0} при {\displaystyle \left(2\pi n+0;\pi +2\pi n\right)\,,n\in \mathbb {Z} } и {\displaystyle y<0} при {\displaystyle \left(\pi +2\pi n;2\pi +2\pi n\right)\,,n\in \mathbb {Z} }.
7. Функция непрерывна и имеет производную при любом значении аргумента: {\displaystyle (\sin \alpha )'=\cos \alpha }
8. Функция {\displaystyle y=\sin \alpha } возрастает при {\displaystyle \alpha \in \left(-{\frac {\pi }{2}}+2\pi n;{\frac {\pi }{2}}+2\pi n\right)\,,n\in \mathbb {Z} }, и убывает при {\displaystyle \alpha \in \left({\frac {\pi }{2}}+2\pi n;3{\frac {\pi }{2}}+2\pi n\right)\,,n\in \mathbb {Z} }.
9. Функция имеет минимум при {\displaystyle \alpha =-{\frac {\pi }{2}}+2\pi n\,,n\in \mathbb {Z} } и максимум при {\displaystyle \alpha ={\frac {\pi }{2}}+2\pi n\,,n\in \mathbb {Z} }.

### Свойства функции косинус
1. Область определения функции — множество всех действительных чисел: {\displaystyle D(y)=R}.
2. Множество значений — промежуток [−1; 1]: {\displaystyle E(y)} = [−1;1].
3. Функция {\displaystyle y=\cos \left(\alpha \right)} является чётной: {\displaystyle \cos \left(-\alpha \right)=\cos \alpha }.
4. Функция периодическая, наименьший положительный период равен {\displaystyle 2\pi }: {\displaystyle \cos \left(\alpha +2\pi \right)=\cos \left(\alpha \right)}.
5. График функции пересекает ось Ох при {\displaystyle \alpha ={\frac {\pi }{2}}+\pi n\,,n\in \mathbb {Z} }.
6. Промежутки знакопостоянства: {\displaystyle y>0} при {\displaystyle \left(-{\frac {\pi }{2}}+2\pi n;{\frac {\pi }{2}}+2\pi n\right)\,,n\in \mathbb {Z} } и {\displaystyle y<0} при {\displaystyle \left({\frac {\pi }{2}}+2\pi n;3{\frac {\pi }{2}}+2\pi n\right)\,,n\in \mathbb {Z} .}
7. Функция непрерывна и имеет производную при любом значении аргумента: {\displaystyle (\cos \alpha )'=-\sin \alpha }
8. Функция {\displaystyle y=\cos \alpha } возрастает при {\displaystyle \alpha \in \left(-\pi +2\pi n;2\pi n\right)\,,n\in \mathbb {Z} ,} и убывает при {\displaystyle \alpha \in \left(2\pi n;\pi +2\pi n\right)\,,n\in \mathbb {Z} .}
9. Функция имеет минимум при {\displaystyle \alpha =\pi +2\pi n\,,n\in \mathbb {Z} } и максимум при {\displaystyle \alpha =2\pi n\,,n\in \mathbb {Z} .}

### Свойства функции тангенс
1. Область определения функции — множество всех действительных чисел: {\displaystyle D(y)=R}, кроме чисел {\displaystyle \alpha ={\frac {\pi }{2}}+\pi n,n\in \mathbb {Z} \,.}
2. Множество значений — множество всех действительных чисел: {\displaystyle E(y)=R.}
3. Функция {\displaystyle y=\mathrm {tg} \left(\alpha \right)} является нечётной: {\displaystyle \mathrm {tg} \left(-\alpha \right)=-\mathrm {tg} \ \alpha }.
4. Функция периодическая, наименьший положительный период равен {\displaystyle \pi }: {\displaystyle \mathrm {tg} \left(\alpha +\pi \right)=\mathrm {tg} \left(\alpha \right)}.
5. График функции пересекает ось Ох при {\displaystyle \alpha =\pi n\,,n\in \mathbb {Z} }.
6. Промежутки знакопостоянства: {\displaystyle y>0} при {\displaystyle \left(\pi n;{\frac {\pi }{2}}+\pi n\right)\,,n\in \mathbb {Z} } и {\displaystyle y<0} при {\displaystyle \left(-{\frac {\pi }{2}}+\pi n;\pi n\right)\,,n\in \mathbb {Z} }.
7. Функция непрерывна и имеет производную при любом значении аргумента из области определения: {\displaystyle (\mathop {\operatorname {tg} } \,x)'={\frac {1}{\cos ^{2}x}}.}
8. Функция {\displaystyle y=\mathrm {tg} \ \alpha } возрастает при {\displaystyle \alpha \in \left(-{\frac {\pi }{2}}+\pi n;{\frac {\pi }{2}}+\pi n\right)\,,n\in \mathbb {Z} }.

### Свойства функции котангенс
1. Область определения функции — множество всех действительных чисел: {\displaystyle D(y)=R,} кроме чисел {\displaystyle \alpha =\pi n,n\in \mathbb {Z} \,.}
2. Множество значений — множество всех действительных чисел: {\displaystyle E(y)=R.}
3. Функция {\displaystyle y=\mathop {\operatorname {ctg} } \left(\alpha \right)} является нечётной: {\displaystyle \mathop {\operatorname {ctg} } \left(-\alpha \right)=-\mathop {\operatorname {ctg} } \ \alpha \,.}
4. Функция периодическая, наименьший положительный период равен {\displaystyle \pi }: {\displaystyle \mathop {\operatorname {ctg} } \left(\alpha +\pi \right)=\mathop {\operatorname {ctg} } \left(\alpha \right).}
5. График функции пересекает ось Ох при {\displaystyle \alpha ={\frac {\pi }{2}}+\pi n\,,n\in \mathbb {Z} \,.}
6. Промежутки знакопостоянства: {\displaystyle y>0} при {\displaystyle \left(\pi n;{\frac {\pi }{2}}+\pi n\right)\,,n\in \mathbb {Z} } и {\displaystyle y<0} при {\displaystyle \left({\frac {\pi }{2}}+\pi n;\pi \left(n+1\right)\right)\,,n\in \mathbb {Z} .}
7. Функция непрерывна и имеет производную при любом значении аргумента из области определения: {\displaystyle (\mathop {\operatorname {ctg} } \,x)'=-{\frac {1}{\sin ^{2}x}}.}
8. Функция {\displaystyle y=\mathop {\operatorname {ctg} } \ \alpha } убывает при {\displaystyle \alpha \in \left(\pi n;\pi \left(n+1\right)\right)\,,n\in \mathbb {Z} .}

## Применение тригонометрии
Существует множество областей, в которых применяются тригонометрия и тригонометрические функции. Например, метод триангуляции используется в астрономии для измерения расстояния до ближайших звезд, в географии для измерения расстояний между объектами, а также в спутниковых навигационных системах. Синус и косинус имеют фундаментальное значение для теории периодических функций, например при описании звуковых и световых волн.
Тригонометрия или тригонометрические функции используются в астрономии (особенно для расчётов положения небесных объектов, когда требуется сферическая тригонометрия), в морской и воздушной навигации, в теории музыки, в акустике, в оптике, в анализе финансовых рынков, в электронике, в теории вероятностей, в статистике, в биологии, в медицинской визуализации (например, компьютерная томография и ультразвук), в аптеках, в химии, в теории чисел (следовательно, и в криптологии), в сейсмологии, в метеорологии, в океанографии, во многих физических науках, в межевании и геодезии, в архитектуре, в фонетике, в экономике, в электротехнике, в машиностроении, в гражданском строительстве, в компьютерной графике, в картографии, в кристаллографии, в разработке игр и многих других областях.

## Стандартные тождества
Тождества — это равенства, справедливые при любых допустимых значениях входящих в них переменных.
{\displaystyle \sin ^{2}A+\cos ^{2}A=1\ .}
{\displaystyle \sec ^{2}A-{\mathop {\operatorname {tg} } }^{2}A=1\ .}
{\displaystyle \csc ^{2}A-{\mathop {\operatorname {ctg} } }^{2}A=1\ .}

## Формулы преобразования суммы углов
{\displaystyle \sin(A\pm B)=\sin A\ \cos B\pm \cos A\ \sin B.}
{\displaystyle \cos(A\pm B)=\cos A\ \cos B\mp \sin A\ \sin B.}
{\displaystyle \mathop {\operatorname {tg} } (A\pm B)={\frac {\mathop {\operatorname {tg} } A\pm \mathop {\operatorname {tg} } B}{1\mp \mathop {\operatorname {tg} } A\ \mathop {\operatorname {tg} } B}}.}
{\displaystyle \mathop {\operatorname {ctg} } (A\pm B)={\frac {\mathop {\operatorname {ctg} } A\ \mathop {\operatorname {ctg} } B\mp 1}{\mathop {\operatorname {ctg} } B\pm \mathop {\operatorname {ctg} } A}}.}

## Общие формулы
В следующих тождествах A, B и C являются углами треугольника; a, b, c — длины сторон треугольника, лежащие напротив соответствующих углов.

### Теорема синусов
Стороны треугольника пропорциональны синусам противолежащих углов. Для произвольного треугольника
{\displaystyle {\frac {a}{\sin A}}={\frac {b}{\sin B}}={\frac {c}{\sin C}}=2R,}
где {\displaystyle R} — радиус окружности, описанной вокруг треугольника.
{\displaystyle R={\frac {abc}{\sqrt {(a+b+c)(a-b+c)(a+b-c)(b+c-a)}}}.}

### Теорема косинусов
Квадрат стороны треугольника равен сумме квадратов двух других сторон минус удвоенное произведение этих сторон на косинус угла между ними:
{\displaystyle c^{2}=a^{2}+b^{2}-2ab\cos C,}
или:
{\displaystyle \cos C={\frac {a^{2}+b^{2}-c^{2}}{2ab}}.}

### Теорема тангенсов
{\displaystyle {\frac {a-b}{a+b}}={\frac {\mathop {\operatorname {tg} } \left[{\tfrac {1}{2}}(A-B)\right]}{\mathop {\operatorname {tg} } \left[{\tfrac {1}{2}}(A+B)\right]}}}

### Формула Эйлера
Формула Эйлера утверждает, что для любого действительного числа {\displaystyle x} выполнено следующее равенство:
{\displaystyle e^{ix}=\cos x+i\sin x,}
где {\displaystyle e} — основание натурального логарифма, {\displaystyle i} — мнимая единица.
Формула Эйлера предоставляет связь между математическим анализом и тригонометрией, а также позволяет интерпретировать функции синуса и косинуса как взвешенные суммы экспоненциальной функции:
{\displaystyle \cos x=\mathrm {Re} \{e^{ix}\}={e^{ix}+e^{-ix} \over 2},}
{\displaystyle \sin x=\mathrm {Im} \{e^{ix}\}={e^{ix}-e^{-ix} \over 2i}.}
Вышеуказанные уравнения могут быть получены путём сложения или вычитания формул Эйлера:
{\displaystyle e^{ix}=\cos x+i\sin x\;,}
{\displaystyle e^{-ix}=\cos(-x)+i\sin(-x)=\cos x-i\sin x\;.}
с последующим решением относительно синуса или косинуса.
Также эти формулы могут служить определением тригонометрических функций комплексной переменной. Например, выполняя подстановку x = iy, получаем:
{\displaystyle \cos iy={e^{-y}+e^{y} \over 2}=\operatorname {ch} y,}
{\displaystyle \sin iy={e^{-y}-e^{y} \over 2i}=-{1 \over i}{e^{y}-e^{-y} \over 2}=i\operatorname {sh} y.}
Комплексные экспоненты позволяют упростить тригонометрические расчеты, поскольку ими проще манипулировать, нежели синусоидальными компонентами. Один из подходов предусматривает преобразование синусоид в соответствующие экспоненциальные выражения. После упрощения результат выражения остается вещественным. Суть другого подхода в представлении синусоид в качестве вещественных частей комплексного выражения и проведения манипуляций непосредственно с комплексным выражением.

## Решение простых тригонометрических уравнений
- {\displaystyle \sin x=a.}

Если {\displaystyle |a|>1} — вещественных решений нет.
Если {\displaystyle |a|\leqslant 1} — решением является число вида {\displaystyle x=(-1)^{n}\arcsin a+\pi n;\ n\in \mathbb {Z} .}
- {\displaystyle \cos x=a.}

Если {\displaystyle |a|>1} — вещественных решений нет.
Если {\displaystyle |a|\leqslant 1} — решением является число вида {\displaystyle x=\pm \arccos a+2\pi n;\ n\in \mathbb {Z} .}
- {\displaystyle \operatorname {tg} \,x=a.}

Решением является число вида {\displaystyle x=\operatorname {arctg} \,a+\pi n;\ n\in \mathbb {Z} .}
- {\displaystyle \operatorname {ctg} \,x=a.}

Решением является число вида {\displaystyle x=\operatorname {arcctg} \,a+\pi n;\ n\in \mathbb {Z} .}

## Сферическая тригонометрия
Важным частным разделом тригонометрии, используемым в астрономии, геодезии, навигации и других отраслях, является сферическая тригонометрия, рассматривающая свойства углов между большими кругами на сфере и дуг этих больших кругов. Геометрия сферы существенно отличается от евклидовой планиметрии; так, сумма углов сферического треугольника, вообще говоря, отличается от 180°, треугольник может состоять из трёх прямых углов. В сферической тригонометрии длины сторон треугольника (дуги больших кругов сферы) выражаются посредством центральных углов, соответствующих этим дугам. Поэтому, например, сферическая теорема синусов выражается в виде
{\displaystyle {\frac {\sin a}{\sin A}}={\frac {\sin b}{\sin B}}={\frac {\sin c}{\sin C}},}
и существуют две теоремы косинусов, двойственные друг другу.